# Trio à cordes
Pour les articles homonymes, voir Trio à cordes (homonymie).

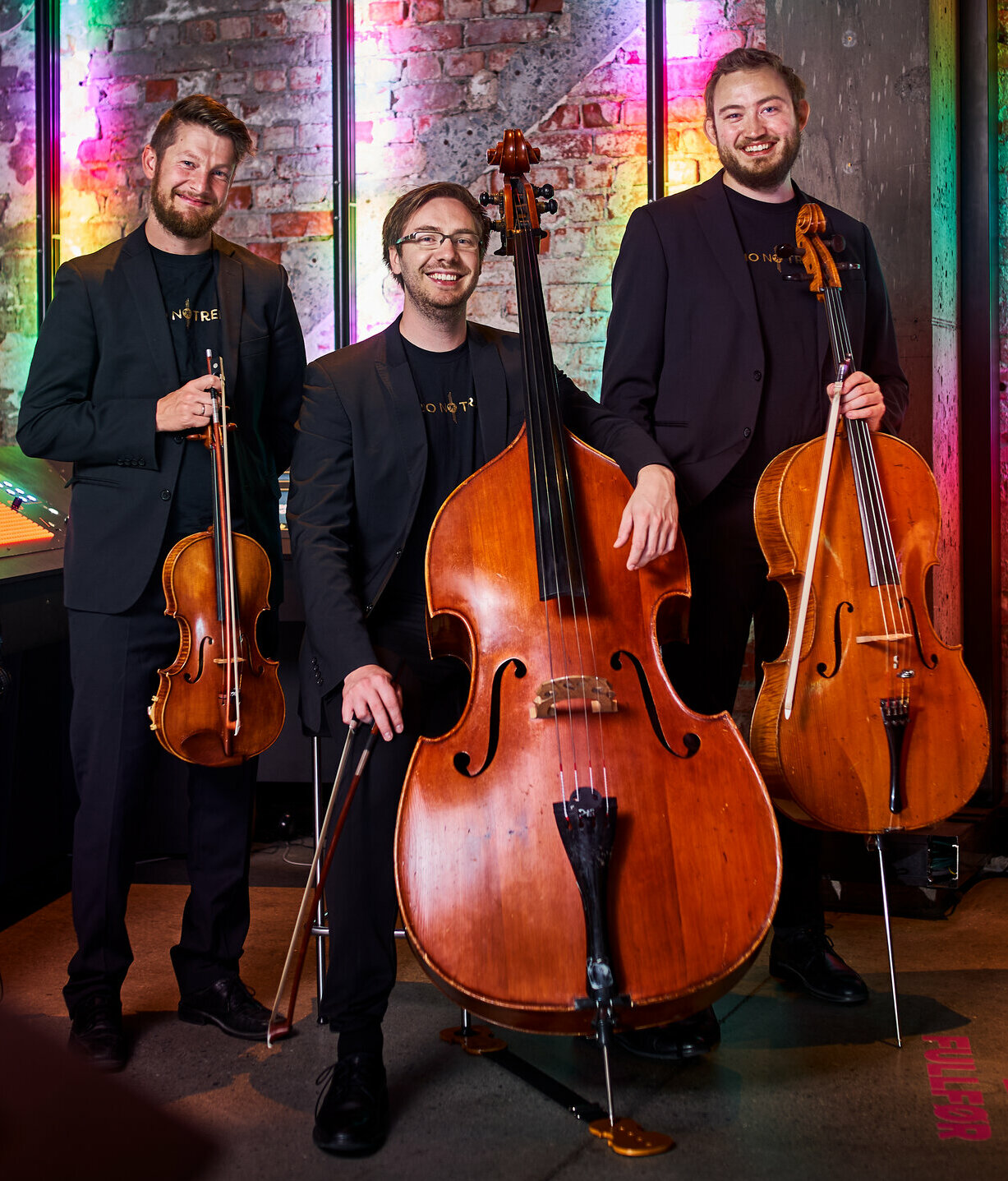
Trio no Treble, trio à cordes norvégien non traditionnel composé d'un alto, d'un violoncelle et d'une contrebasse. Photo : Kristoffer Wittrup

En musique, un trio à cordes désigne une œuvre composée pour trois instruments à cordes frottées, le plus souvent un violon, un alto et un violoncelle.
Il existe cependant de nombreuses autres combinaisons possible, par exemple deux violons et violoncelle ; deux violons et alto ; violon, violoncelle et harpe ; violon, violoncelle et contrebasse ; alto, violoncelle et contrebasse ; etc.

## Trios à cordes

### XVIIIesiècle
- Karl Friedrich Abel : 6 Trios à cordes op. 16 WK 92-97 (1783)
- Johann Georg Albrechtsberger : 6 Terzetti à cordes op. 9a (1789)
- Luigi Boccherini : 6 Tercetti à cordes op. 14 G. 95-100 (1773); 6 Tercetti à cordes op. 47 G. 107-112 (1793)
- Jean-Baptiste Bréval : 6 Trios à cordes op. 3 (1777) ; 6 Trios à cordes op. 27 (1786)
- Giuseppe Maria Cambini : 6 Trios à cordes op. 33 ; 6 Trios à cordes op. 40
- Felice Giardini : 6 Trios à cordes op. 17 (1773) ; 6 Trios à cordes op. 20 (1778)
- Franz Joseph Haydn : Trios à cordes Hob. V:1-21
- Wolfgang Amadeus Mozart : Trio à cordes K. 266 (1777) ; Préludes et Fugues pour trio à cordes K. 404a (1782); Divertimento pour trio à cordes K. 563 (1788)
- Bernhard Romberg : Grand Trio à cordes op. 8
- Ludwig van Beethoven : Trio à cordes no 1 en mi bémol majeur op. 3 (1792) ; Sérénade « Trio à cordes no 2 » en ré majeur op. 8 (1797) ; Trio à cordes no 3 en sol majeur op. 9 no 1 (1797/98) ; Trio à cordes no 4 en ré majeur op. 9 no 2 (1797/98) ; Trio à cordes no 5 en ut mineur op. 9 no 3 (1797/98)

### XIXesiècle
- Franz Schubert : Trios à cordes en si bémol majeur, D 111A (1814), D 471 (1816) et D 581 (1817)
- Johann Nepomuk Hummel : 3 Trios à cordes S. 30 (vers 1804)
- Joseph Bohrer : 2 Trios à cordes op. 14 et op. 15 (1811)
- Alexandre-Pierre-François Boëly : 3 Trios à cordes op. 5 (1808) ; Trio op. posth. 23 (v. 1824) ; Trio op. posth. 24 (v. 1827)
- Richard Strauss : Variations sur « Das Dirndl is harb auf mi » TRV 109 (1882)

### XXesiècle
- Ernő Dohnányi : Sérénade pour trio à cordes (1902)
- Paul Hindemith : Trio à cordes no 1, op. 34 (1924) ; Trio à cordes no 2 (1933)
- Jean Françaix : Trio à cordes (1933)
- Guy Ropartz : Trio à cordes (1934-1935)
- Albert Roussel : Trio à cordes (1937)
- Florent Schmitt : Trio à cordes, op. 105 (1944)
- Georges Migot : Trio à cordes (1944-1945)
- Arnold Schönberg : Trio à cordes, op. 45 (1946)
- Darius Milhaud : Trio à cordes, op. 274 (1947)
- La Monte Young : Trio for Strings (1958)
- Henryk Górecki : Genesis I - Elementi op. 19/1 (1962)

### XXIesiècle
- Julian Wagstaff : In Extremis (2011)

## Pour approfondir